# Clement Comer Clay
Clement Comer Clay, född 17 december 1789 i Halifax County, Virginia, död 7 september 1866 i Huntsville, Alabama, var en amerikansk demokratisk politiker och jurist. Han var den åttonde guvernören i delstaten Alabama 1835-1837. Han representerade Alabama i båda kamrarna av USA:s kongress, först i representanthuset 1829-1835 och sedan i senaten 1837-1841.
Clay studerade juridik och inledde 1809 sin karriär som advokat. År 1820 valdes för första gången i delstatens historia chefsdomare i Alabamas högsta domstol och valet föll på Clay. Han avgick 1823 som domare i delstatens högsta domstol efter att ha utkämpat en duell med Waddy Tate.
Clay blev invald i USA:s representanthus i kongressvalet 1828. Han omvaldes 1830 och 1832. Han efterträdde 1835 John Gayle som guvernör. Han avgick 1837 för att efterträda John McKinley som senator för Alabama. Han avgick fyra år senare som senator och efterträddes av Arthur P. Bagby.
Clays grav finns på Maple Hill Cemetery i Huntsville. Han var släkt med senator Henry Clay; de var bryllingar. Sonen Clement Claiborne Clay var senator 1853-1861.